# VdB 37
vdB 37 è una nebulosa a riflessione visibile nella costellazione di Orione.
Si individua circa 5° a nordovest della stella λ Orionis, in una regione relativamente povera di stelle appariscenti; l'astro visibile ad occhio nudo più prossimo alla nube è 18 Orionis, di magnitudine 5,52. La stella responsabile dell'illuminazione dei gas della nebulosa, la stella in essa contenuta, è catalogata come HD 34454, una gigante rossa di classe spettrale M2III che imprime ai gas circostanti una colorazione rossastra; essendo una stella variabile, ha anche la designazione di variabile V1057 Orionis: si tratta di una variabile semiregolare di tipo B. Secondo la misurazione della parallasse, pari a 5,48-5,51 mas, si deduce una distanza della stella e della nube di circa 181-182 parsec (circa 595 anni luce), restando dunque in primo piano rispetto al grande Complesso nebuloso molecolare di Orione.